# Liste der Einträge im National Register of Historic Places im Reagan County
Die Liste der Registered Historic Places im Reagan County führt alle Bauwerke und historischen Stätten im texanischen Reagan County auf, die in das National Register of Historic Places aufgenommen wurden.

## Aktuelle Einträge
| Lfd. Nr. | Name                         | Bild | Datum der Eintragung | Adresse/Lage | Ort    | ID       | Beschreibung |
| -------- | ---------------------------- | ---- | -------------------- | ------------ | ------ | -------- | ------------ |
| 1        | Old Reagan County Courthouse |      | 5. Mai 1978          | Off TX 137   | Stiles | 78002976 |              |